# Salih Coskun
Salih Coskun es un escultor y pintor francés de origen turco, nacido en Agri, Anatolia el 22 de junio de 1950, que vive y trabaja en Francia desde 1980.

## Datos biográficos
Pintor y escultor autodidacta, Coskun presentó su primera exposición en Turquía a la edad de 16 años. Al salir de la escuela secundaria, ingresó en el Conservatorio de Arte Dramático de Estambul. Actor profesional, siguió una carrera como actor durante diez años, interpretando piezas de Samuel Beckett, Bertolt Brecht y autores turcos.
Pone fin a su carrera como actor en 1975 y se unió a la Casa de Moneda de Estambul como grabador. La moneda que creó para la FAO le aportó el reconocimiento de los numismáticos franceses. El golpe de Estado en Turquía en 1980 precipitó su partida a Francia.
Fue en París donde continuó su carrera como artista. Su universo figurativo está en el caudal del neoexpresionismo del arte contemporáneo. 